# Erich Bucher (Politiker, 1915)
Erich Bucher (* 9. August 1915 in Mudau; † 24. Februar 1994 in Mudau) war ein deutscher Kommunalpolitiker. Er war über drei Jahrzehnte Bürgermeister von Mudau und Ehrenbürger.

## Leben
Bucher erwarb sich in seiner über 30-jährigen Tätigkeit als Bürgermeister von Mudau von 1948 bis 1979 große Verdienste um die Gemeinde.
Er erhielt mehrere  Auszeichnungen und Ehrungen:
- 1976: Bundesverdienstkreuz für seine Verdienste als Bürgermeister und seinen Einsatz für das Vereinsleben
- 1979: Ehrenbürger der Gemeinde Mudau
- 1982: Verdienstmedaille des Landes Baden-Württemberg[3]

Zudem wurde in Mudau die Bürgermeister-Bucher-Straße nach ihm benannt.